# 天主教維多利亞港教區
天主教維多利亞港教區（拉丁語：Dioecesis Portus Victoriae o Seychellarum）是羅馬天主教會在非洲塞舌爾、直屬教廷的一個教區。
教區範圍包括塞舌爾全國，教座位於首都維多利亞。2006年有教友70,103人（佔轄區人口85.0%），十六名司鐸、十七個堂區。現任教區主教為德尼·維厄。
1852年11月26日設塞舌爾宗座監牧區，1880年升為代牧區。1892年7月14日升為教區並易名至今。